# Masters de Cincinnati 2004
El Masters de Cincinnati 2004 (también conocido como Western & Southern Financial Group Masters and Women's Open por razones de patrocinio) fue un torneo de tenis jugado sobre pista dura. Fue la edición número 103 de este torneo. El torneo masculino formó parte de los ATP World Tour Masters 1000 en la ATP. Se celebró entre el 2 de agosto y el 8 de agosto de 2004 para hombres y entre el 16 de agosto y el 22 de agosto para mujeres.

## Campeones

### Individuales masculinos
Andre Agassi vence a  Lleyton Hewitt, 6–3, 3–6, 6–2.

### Dobles masculinos
Mark Knowles /  Daniel Nestor vencen a  Jonas Björkman /  Todd Woodbridge,  6–2, 3–6, 6–3.

### Individuales femeninos
Lindsay Davenport vence a  Vera Zvonareva, 6–3, 6–2.

### Dobles femeninos
Jill Craybas /  Marlene Weingärtner vencen a  Emmanuelle Gagliardi /  Anna-Lena Grönefeld, 7-5, 7-6(7–2).
| Predecesor: Cincinnati 2003 | Masters de Cincinnati 2004 | Sucesor: Cincinnati 2005 |